# Nova TV (Bosna i Hercegovina)
Nova BH je komercijalni TV kanal Bosne i Hercegovine s nacionalnom pokrivenošću koji je pokrenut 31. svibnja 2003. godine pod imenom Pink BH, pod okriljem srbijanske Pink media grupe. Promjena imena kanala dogodila se 9. listopada 2018., zbog promjene vlasničke strukture, odnosno prodaje tvrtci United Media koja je u vlasništvu tvrtke United Group, vlasnika televizijskih kanala Pink BH & Pink M (danas Nova BH & Nova M) u Bosni i Hercegovini i Crnoj Gori tijekom lipnja 2018. godine. I danas postoje kanali Pink M i Pink BH ali oni su sada kabelski, za razliku od Nove BH & Nove M (bivše Pink BH & Pink M) koje su zemaljske.

## Program
Nova BH emitira najveće nogometne priredbe u naredne četiri godine uključujući i utakmice koje će igrati reprezentacija Bosne i Hercegovine u UEFA Liga nacija i kvalifikacije za Europsko prvenstvo 2020. godine. Također, Nova BH će emitirati i kvalifikacije za reprezentaciju Bosne i Hercegovine za Svjetsko prvenstvo 2022. Osim reprezentativnih utakmica, Nova BH prenosit će i utakmice UEFA Lige prvaka koje se igraju srijedom. 
Osim bogatog sportskog programa, Nova BH emitira i hrvatske programe iz Nove TV kao što su: Ples sa zvijezdama, Supertalent, Tvoje lice zvuči poznato, Farma i slični programi takvog karaktera kao i hrvatske domaće serije sa Nove TV kao što su: Na granici, Kud puklo da puklo, Dar Mar, i slični programi zabavne i dramske karakteristike iz te televizijske kuće. Osim hrvatskih sadržaja sa Nove TV, preuzimaju se i srpski programi zabavne karakteristike sa Nove S televizije koja je članica United Grupe kao i Nove TV i Nove M kao što su game show Totalni obrt te preuzimaju se srpski programi iz okrilja Grand Produkcije kao što su: Grand Stars, Zvezde Granda, Nikad nije kasno, Zvezde Granda Specijal, Grand parada, Praktična žena, Nedjeljno popodne sa Leom Kiš i slično.
Informativne emisije Nove BH zovu se Dnevnik koji se emitira uživo svaki dan od 18:30, te Vijesti koje se emitiraju uživo svaki dan po rasporedu na televiziji.

## Dostupnost kanala
Kanal je dostupan za praćenje putem zemaljskog signala te Telemach i Total TV-a u Bosni i Hercegovini.
BH Telecom, Eronet i Mtel odbili su ponudu United Medije te su iz svoje ponude izbacili sve kanale United Media grupe.

## Vanjske poveznice
- Službena web stranica